# Jean-Marc Nollet
Pour les articles homonymes, voir Nollet.
Jean-Marc Nollet, né le 7 janvier 1970 à Mouscron, est un homme politique belge écologiste. Il est actuellement Délégué Général des Verts français. Il a précédemment occupé plusieurs postes ministériels, de 1999 à 2004 et de 2009 à 2014. Il a également été coprésident du parti ECOLO aux côtés de Rajae Maouane du 15 septembre 2019 à 2024.

## Biographie

### Formation
Jean-Marc Nollet obtient un diplôme de licencié en sciences politiques en 1992 à l’UCLouvain et est également agrégé de l'enseignement secondaire supérieur. Il a été président de la Fédération des Étudiants Francophones (FEF) en 1990-91. Il a épousé Marie-Hélène Ska, présidente de la Confédération des syndicats chrétiens (CSC) qui lui a donné trois enfants. Ils sont divorcés.

### Parcours politique
De 1994 à 1999, il est secrétaire politique du groupe Ecolo au Parlement de la Communauté française de Belgique. De 1995 à 1999, il est vice-président du conseil d'administration de la RTBF. De 1999 à 2004, il est Ministre de l'Enfance et de l'Enseignement fondamental et chef de file Ecolo dans le gouvernement Hasquin. Il est alors le plus jeune ministre de l'histoire belge, et orchestre notamment la mise en application du premier Plan Cigogne visant à ouvrir 10 000 places dans les crèches et les milieux d'accueil.
De 2004 à 2009, il est député fédéral hennuyer à la Chambre des représentants de Belgique et chef du groupe Ecolo-Groen à partir de 2006. 
Le 16 juillet 2009, il devient Ministre et Vice-Président des Gouvernements de la Fédération Wallonie-Bruxelles et de la Wallonie, jusqu'en 2014.
De 2009 à 2014, Jean-Marc Nollet est vice-président et ministre du développement durable, de l'énergie, du logement, de l'immobilier, de la fonction publique, de la recherche scientifique, des infrastructures et de l'alliance emploi-environnement au Gouvernement de la Région wallonne et vice-président et ministre de la petite enfance, de la fonction publique, de la recherche scientifique, de la gestion immobilière et des bâtiments scolaires au Gouvernement de la Communauté française.
Le 25 mai 2014, il est réélu député fédéral. Il redevient chef chef du groupe Ecolo-Groen.
En avril 2018, il est convoqué par l'Assemblée nationale française pour partager son expertise sur le nucléaire. 
À la suite de la démission de Patrick Dupriez, il est élu coprésident d'Ecolo, en tandem avec Zakia Khattabi, le 9 novembre 2018.
En août 2019, il présente sa candidature à la co-présidence d'Ecolo avec Rajae Maouane. Lors de l'assemblée générale du parti à Namur le 15 septembre 2019, le duo récolte 92 % des suffrages.
A la suite des élections législatives fédérales belges de 2024, Il annonce démissionner, tout comme Rajae Maouane, de son poste de co-président d'Ecolo. Jean Marc Nollet annonce également son retrait de la politique belge. 
En janvier 2025, il rejoint le parti politique français Les Écologistes et y est dans la foulée nommé délégué général.

## Décoration
- Grand officier de l'ordre de Léopold (2019)[8].

## Ouvrages
- Jean-Marc Nollet, Le Green deal : Proposition pour une sortie de crises, Le Cri Édition et Étopia, 2008, 153 p. (ISBN 978-2-87106-494-7).
- Jean-Marc Nollet, Julien Vandeburie et Jean-Luc Bastin, Terre, mer, soleil : 10 mensonges des nucléaristes et 3 scénarios verts pour quitter l’énergie nucléaire en 2025 & fossile en 2050, Namur, Édition Étopia, 2018, 125 p. (ISBN 978-2-930558-19-6, lire en ligne [PDF])
- Jean-Marc Nollet, Conquêtes : Chemins, adversaires et alliances pour la transition écologique, Le Cri Édition et Etopia,  (ISBN 978-2-87003-927-4), 2022, 248 p https://www.couleurlivres.org/product-page/conqu%C3%AAtes-jean-marc-nollet